# SN 1998et
SN 1998et – supernowa typu IIn odkryta 17 listopada 1998 roku w galaktyce A065918+5744. W momencie odkrycia miała maksymalną jasność 18,00m.